# Sierota. Narodziny zła
Sierota. Narodziny zła (ang. Orphan: First Kill) – amerykański thriller z 2022 roku w reżyserii Williama Brenta Bella. Prequel filmu Sierota (2009). W rolach głównych wystąpili: Isabelle Fuhrman, Rossif Sutherland, Hiro Kanagawa, Mateusz Finlan oraz Julia Stiles.

## Fabuła
26 stycznia 2007 roku estońska pacjentka szpitala psychiatrycznego, Leena Klammer, która jest 31-letnią kobietą z rzadką chorobą zwaną zespołem Glińskiego-Simmondsa, przez co wyglądem przypomina 10 letnią dziewczynkę, ucieka ze szpitala psychiatrycznego. Po ucieczce Klammer kradnie tożsamość zaginionej przed laty Esther Albright i podszywa się pod nią, tym samym wkupiając się w łaski rodziny Albrightów. 

## Obsada
- Isabelle Fuhrman jako Esther Albright / Leena Klammer
  - Kennedy Irwin jako młoda Esther Albright: Irwin i Sadie Lee jako dublerki ciała Fuhrman.
- Julia Stiles jako Tricia Albright
- Rossif Sutherland jako Allen Albright
- Hiro Kanagawa jako detektyw Donnan
- Matthew Finlan jako Gunnar Albright
- Samantha Walkes jako Dr. Segar
- Dave Brown jako Dr. Novory
- Lauren Cochrane jako oficer Leahy
- Gwendolyn Collins jako Anna Troyev
- Alec Carlos jako Mike
- Jade Michael jako Madison

## Produkcja
W lutym 2020 ogłoszono, że trwają prace nad prequelem do Sieroty (2009). Początkowo film miał nosić tytuł Esther. Okres zdjęciowy rozpoczął się w Winnipeg w listopadzie 2020 roku, a zakończył 11 grudnia tego samego roku.
W listopadzie 2024 potwierdzono, że powstanie kolejna cześć filmu a Isabelle Fuhrman ponownie wcieli się w rolę Esther.